# Sensualisme

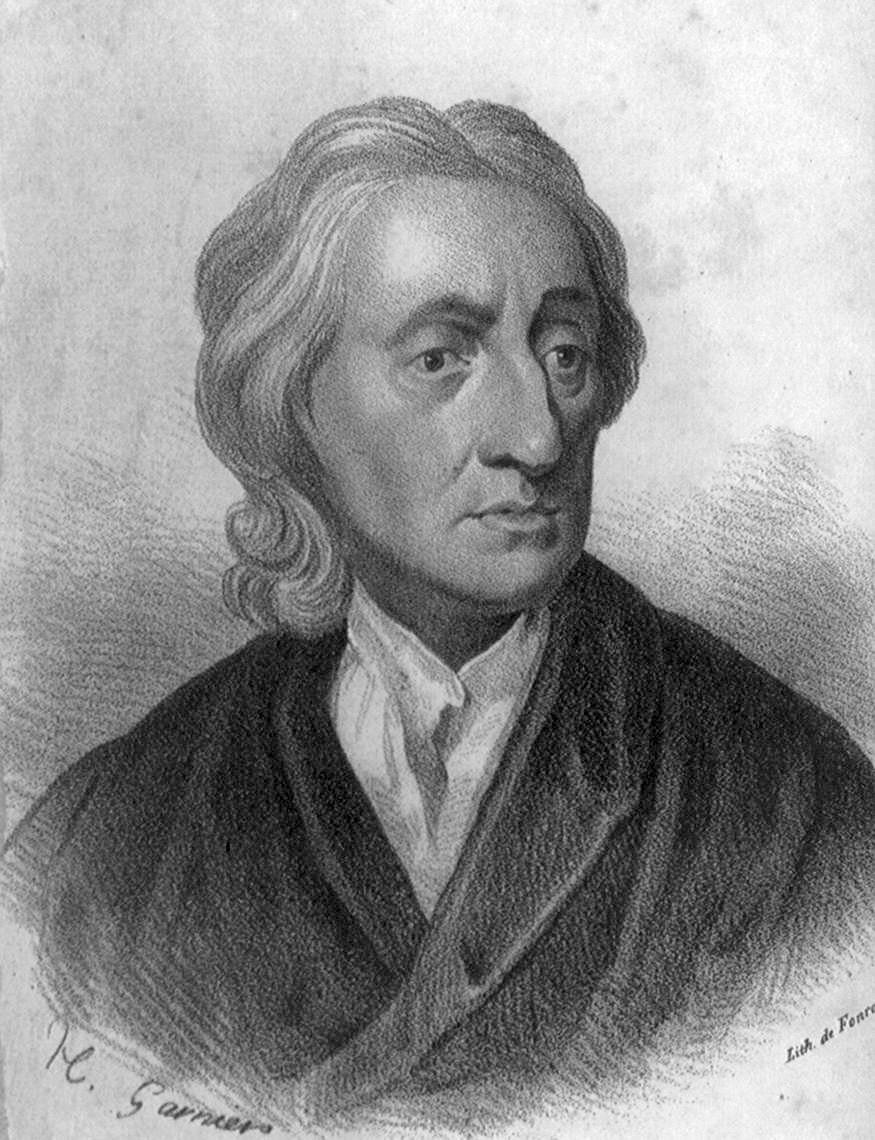
John Locke

Het sensualisme is een filosofische stroming binnen de kennistheorie, volgens welke gewaarwording (sensatie) en waarneming (perceptie) de basis vormen voor kennisverwerving. Het basisprincipe is: “There is not anything in the mind, which hasn't been in the sensations”.
Bekende sensualistische filosofen zijn John Locke en Étienne Bonnot de Condillac.